# Madonna (obraz Petrusa Christusa)
Madonna – obraz olejny flamandzkiego malarza Petrusa Christusa.

## Opis
Portret Madonny, jest bardzo dobrym przykładem wpływów starszych mistrzów niderlandzkich van Eycka i van der Weydena na twórczość Christusa. Kompozycyjnie przypomina obrazy Rogera, który Madonny umieszczał pod łukiem arkadowym, a za nimi przedstawiał rozległy krajobraz. Christus uczynił podobnie z tą różnicą, iż postać jest przesunięta do tyłu poza arkadę, nieco na wzór dzieł Mistrza Boucicauta. Wpływy van Eycka widać w sposobie malowania odsłoniętych części ciała na podobieństwo form geometrycznych. Charakterystycznym elementem dla malarza, a jednocześnie indywidualnym znakiem rozpoznawczym dla jego twórczości był sposób przedstawienia fizjonomii postaci. Również i tutaj Madonna ma dużą głowę i wielkie oczy osadzone na mało wyrazistej twarzy. Dominującymi barwami jak w większości jego dzieł jest brąz i kasztan.